# فریدریش سوم، امپراتور مقدس روم
فریدریش سوم (به آلمانی: Friedrich III) (زاده ۲۱ سپتامبر ۱۴۱۵ – درگذشته ۱۹ اوت ۱۴۹۳)، آرشیدوک اتریش (از ۱۴۲۴ میلادی)، پادشاه آلمان (از ۱۴۴۰) و از سال ۱۴۵۲ تا زمان مرگش امپراتور مقدس روم بود. او چهارمین پادشاه و اولین امپراتور خاندان هابسبورگ بود. همچنین او آخرین امپراتوری بود که توسط پاپ و در رم تاجگذاری کرد.

## زندگی
او در اینسبروک متولد شد. پدرش، ارنست آهن، دوک اتریش بود و او پس از مرگِ وی در ۱۴۲۴ میلادی جانشینش شد. به زودی به پادشاهی آلمان برگزیده شد و پاپ نیکلاس پنجم تاج امپراتوری مقدس روم را بر سر وی نهاد. او واپسین فرمانروای این امپراتوری بود که در رم تاجگذاری کرد.
دوران سلطنت او بسیار طولانی بود؛ ۵۳ سال، از ۱۴۴۰ تا ۱۴۹۳.
فریدریش سوم با گزینش شاه از سوی امرای انتخابگر مخالف بود.